# ガイゼルバッハ
ガイゼルバッハ (ドイツ語: Geiselbach) は、ドイツ連邦共和国バイエルン州ウンターフランケン行政管区のアシャッフェンブルク郡に属す町村（以下、本項では便宜上「町」と記述する）である。

## 地理

ガイゼルバッハの地区図および土地利用図。ピンクは住宅地および商工業地、白は緑地および農耕地、緑は森林である。2014年現在の地図であるため、2015年に分割・合併した旧ガイゼルバッハー・フォルストは記入されていない。

### 位置
ガイゼルバッハは、カールグルント地方に位置し、バイエルン州/ヘッセン州の州境に面している。アシャッフェンブルクから20km、フランクフルト・アム・マインから50kmの海抜272mに位置する町である。町内の最高地点は海抜381mのツィーゲルベルク、最低地点は海抜180mのトイフェルスグルントである。
ガイゼルバッハ集落自体は、州道2306号線のホーフシュテッテンとガイスリッツとの間にある。ガイゼルバッハの東にフッケルハイム（ヴェステルングルント）が、北にはヴァルトローデ（リンゼンゲリヒト）がある。州道3269号線で北西に向かうとホールバッハ（フライゲリヒト）に至る

### 自治体の構成
ガイゼルバッハは、2管区3地区で構成される
| 地区                  | 地区                  | 人口  | 高度（海抜 m） | 管区                         | 面積 (ha) |
| --------------------- | --------------------- | ----- | -------------- | ---------------------------- | --------- |
| フローンビューゲル    | Frohnbügel            |       | 330            | ガイゼルバッハ               | -         |
| ガイゼルバッハ        | Geiselbach            | 1,515 | 270            | ガイゼルバッハ               | 815       |
| オーメルスバッハ      | Omersbach             | 651   | 284            | オーメルスバッハ             | 415       |
| -                     | -                     | -     | -              | ガイゼルバッハー・フォルスト | 200       |
| ガイゼルバッハ町 合計 | ガイゼルバッハ町 合計 | 2,166 |                |                              | 1,150     |

ガイゼルバッハの北、ネスリヒバッハ川の河畔に町の飛び地がある。この飛び地、「ガイゼルバッハー・フォルスト」（ガイゼルバッハの森）は第3の無人の管区（地区はない）であり、かつて存在した同名の市町村に属さない地域と混乱しないよう注意が必要である。

### 隣接する市町村
ガイゼルバッハは、西から北東にかけてはフライゲリヒト（ヘッセン州、マイン＝キンツィヒ郡）、東はヴェステルングルント、南東はシェルクリッペン、南はクロムバッハ、南西はメムブリス（以上、いずれもアシャッフェンブルク郡）と境を接している。

## 地名

### 語源
ガイゼルバッハという地名は、町内を流れ、ニーダーシュタインバッハ近郊でカール川に合流する同名の小川ガイゼルバッハ川に由来する。地元では、この町は「ガーゼルビヒ」(Gaaselbich) と呼ばれる。

### 歴史的表記
歴史的史料や文献に登場するこの町の表記には以下のものがある。
- 1250年 Geisselbach
- 1269年 Geiselbach
- 1278年 Geyselbach
- 1287年 Geiselbach

## 歴史
ガイゼルバッハは1269年に、ゼーリゲンシュタット修道院とマインツ大司教、すなわち修道院長コンラートと大司教ヴェルナーとの間の売買契約に初めて記録されている。
これ以前の1250年の文書にも、フリードリヒおよびハインリヒのフォン・ランネンベルク兄弟とラインハルト・フォン・ハーナウとの間で、ガイゼルバッハの所領や権利を巡って争いがあったことが記録されている。
1269年以後、ゼーリゲンシュタット修道院は、ガイゼルバッハにおける諸権利の行使を貴族家のフォン・ビューディンゲン家、フォン・ハーナウ家、フォン・ランネンベルク家、騎士のエルフォ・フォン・オルプに委託した。
1278年、ゲルンハウゼンの上流階級女性イルムガルト・ウンゲフューゲが、ガイゼルバッハ、オーメルスバッハ、ホーフシュテッテンを含むガイゼルバッハ代官管区を手に入れた。1278年5月25日付の3通の文書中で、ゼーリゲンシュタット修道院とイルムガルト婦人との間で、状況が改善した場合には修道院がすべての権利を買い戻す合意がなされている。世紀が替わる直前（1290年）にはエルフォ・フォン・オルプが再びガイゼルバッハの代官として記録されている。
ゼーリゲンシュタット修道院は、1802年の世俗化までガイゼルバッハに対する領主権を保持した。オーバー・カールグルントの多くの村がアシャッフェンブルク侯領となったのに対して、ガイゼルバッハはゼーリゲンシュタット修道院の構成要素としてヘッセン方伯領となった。ヘッセン方伯はガイゼルバッハの代官所機能をゼーリゲンシュタットに移した。
1811年に3つの村はヘッセン大公国のアルツェナウのアムトに編入された。このアムトは1816年にバイエルン王国領となった。
ガイゼルバッハは、1862年7月1日に創設されたベツィルクスアムト・アルツェナウに属した。このベツィルクスアムトは、1939年1月1日にアルツェナウ・イン・ウンターフランケン郡に改組された。この郡の廃止に伴いガイゼルバッハは、1972年7月1日に新たに設けられたアシャッフェンブルク郡に属すこととなった。
1972年1月1日にそれまで独立した町村であったオーメルスバッハがガイゼルバッハに合併した。同じようにガイゼルバッハ代官管区に属していたホーフシュテッテンは1978年にシェルクリッペンに編入された。
2015年1月1日、かつて市町村に属さない地域であったガイゼルバッハの森の一部がこの町に合併された。

## 行政

### 議会
2014年3月16日の選挙以後、この町の議会は 14議席で構成されている。

### 姉妹都市
- バヴァン（フランス語版、英語版）（フランス、カルヴァドス県）[8]

### 紋章
図柄: 赤地に金の大文字「A」。文字の周り、上部に2つ、下部に1つ、6つの突起がある銀の星が配置されている。
紋章の歴史: ガイゼルバッハは、1269年にゼーリゲンシュタット修道院が、金額は不明であるが、マインツ大司教から購入した。これによりこの村は隣接するホーフシュテッテン、オーメルスバッハとともに「ドライデルファー」（3つの村）代官所管区を形成した。修道院はこの地域の領主権と下級裁判権を有していた。紋章の大文字の「A」はゼーリゲンシュタット修道院の紋章であり、1802年の世俗化までのゼーリゲンシュタット修道院に対する領主関係を示している。6つの突起を持つ星3つは、3つの村の教区を示している。銀と赤の配色は、マインツ選帝侯の色であり、1803年まで土地所有権を有していたことを暗示している。
この紋章は1967年8月から使用されている。

## ニックネーム
「ホーホザイヒャー」は、噴水のように高く尿を吹き上げる奴という意味である（hoch=「高い」、seichen=「排尿する」）。ガイゼルバッハはカールグルントの中でも特殊な土地であった。このため近隣はこの集落の人を「ガーゼルミッシャー・ホーホザイヒャー」と嘲った。

## 訳注
1. ↑  現在のガイゼルバッハとヴェステルングルントとの間に市町村に属さない地域としてガイゼルバッハの森がかつて存在していた。この森は2015年1月1日に廃止・分割され、前述の2つの町村に編入された

## 引用
1. ↑  https://www.statistikdaten.bayern.de/genesis/online?operation=result&code=12411-003r&leerzeilen=false&language=de Genesis-Online-Datenbank des Bayerischen Landesamtes für Statistik Tabelle 12411-003r Fortschreibung des Bevölkerungsstandes: Gemeinden, Stichtag (Einwohnerzahlen auf Grundlage des Zensus 2011)
2. ↑  Bayerische Landesbibliothek Online - Geiselbach（2015年11月8日 閲覧）
3. ↑  2015年1月2日現在, Geiselbach - Startseite - Gemeinde, Verwaltung, Service - Gemeindeporträt - Zahlen/Daten（2015年11月8日 閲覧）
4. 1 2  Wolf-Armin Frhr. v. Reitzenstein: Lexikon fränkischer Ortsnamen. Herkunft und Bedeutung. C.H.Beck, München 2009, ISBN 978-3-406-59131-0, S. 79.
5. ↑  Wilhelm Volkert (Hrsg.): Handbuch der bayerischen Ämter, Gemeinden und Gerichte 1799–1980. C.H.Beck’sche Verlagsbuchhandlung, München 1983, ISBN 3-406-09669-7, S. 418.
6. ↑  Verordnung zur Eingliederung des gemeindefreien Gebietes „Geiselbacher Forst“ in die Gemeinden Westerngrund und Geiselbach, Landkreis Aschaffenburg, in Amtsblatt Unterfranken Nr. 20/2014（2015年11月8日 閲覧）
7. ↑  バイエルン州統計局: 2014年3月16日のアシャッフェン郡に属す市町村の市町村議会議員選挙結果（2015年11月7日 閲覧）
8. ↑  Geiselbach - Deutsch-französische Partnerschaft mit Bavent im Calvados（2015年11月8日 閲覧）
9. ↑  Bayerns Gemeinden - Gemeinde Geiselbach（2015年11月8日 閲覧）
10. ↑  Monika Fritz-Scheuplein, Almut König, Sabine Krämer-Neubert, Norbert Richard Wolf (Hrsg.): Dreidörfer Narrn stehn auf drei Sparrn: Ortsnecknamen in Unterfranken. Verlag Königshausen & Neumann, Würzburg 2012, ISBN 978-3-8260-5048-0.